# Ryosuke Tamura
Ryosuke Tamura (født 8. maj 1995) er en japansk fodboldspiller, som spiller for den japanske fodboldklub Fukushima United FC.